# Día Jamhuri
El Jamhuri Day es el día nacional de Kenia, celebrado cada 12 de diciembre para conmemorar el establecimiento de la República de Kenia el 12 de diciembre de 1964, y la independencia del Reino unido, ocurrida un año antes en la misma fecha. Se trata de la fiesta más importante del país, marcada por festividades que celebran el patrimonio cultural. Este día se asocia también con Dedan Kimathi, considerado por muchos keniatas como el héroe que consiguió la independencia del país.